# Žarėnai
Žarėnai je městečko v okrese Telšiai, na křižovatce cest Telšiai – Tverai s Lieplaukė – Varniai a Medingėnai – Luokė při horním toku řeky Minija. Je zde dřevěný kostel Sv. biskupa Stanislava (postaven roku 1911), střední škola "Minijos", pošta (PSČ: LT-88061), lékárna, ambulance.
Žarėnský kostel je zmiňován od 16. století, roku 1626 založena farnost, roku 1667 je zmiňován Žarėnský poviet (lit.: pavietas, polsky: powiat).

## Nářečí (šnekta)
Žarėnské podpodnářečí (lit. Žarėnų šnekta) (vyšší jednotka: podnářečí telšanů (dounininkai – severní), ještě vyšší je nářečí severních Žemaitů, ještě vyšší je žemaitština, ještě vyšší jsou východobaltské jazyky, ještě vyšší jsou baltské jazyky) podrobně zkoumala a popsala lingvistka Stasė Birkantienė roku 1970.